# 艾米莉·勃朗特
艾米莉·簡·勃朗特（英語：Emily Jane Brontë，1818年7月30日—1848年12月19日），19世纪英國作家與詩人，在著名的勃朗特三姐妹之中排行第二，並完成了世界文學名著《咆哮山莊》，而本書也是她人生中唯一的一部小說。

## 早年生活

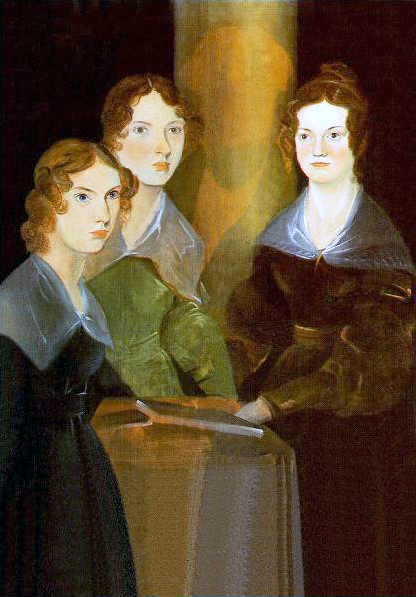
1834年其兄布倫威爾所畫的勃朗特三姐妹。從左到右：安妮、艾米莉和夏綠蒂。（布倫威爾原本要把自己畫在艾米莉和夏綠蒂之間，但後來他還是把自己從畫面去掉了。）

艾米莉·勃朗特出生在約克郡靠近布拉德福的索頓，雙親為派翠克·勃朗特與瑪麗亞·布蘭威爾。艾米莉在勃朗特夫婦六個小孩之中排行第五。在六位小孩之中，艾米莉是夏洛蒂·勃朗特的妹妹與安妮·勃朗特的姐姐，另外她的上面還有兩個姐姐和一位哥哥。而其父親派屈克原先則是個愛爾蘭的牧師。由於派翠克·勃朗特從1819年開始在哈沃斯擔任的終身副牧師，於是勃朗特一家在1820年便一同搬到了哈沃斯，而勃朗特三姐妹也就是在這樣的環境下培養其文學才華。
在艾米莉三歲（即所有兄弟姐妹都未滿八歲）時，其母瑪麗亞於1821年9月15日因癌症去世。於是，孩子們的阿姨伊莉莎白·布蘭威爾（即母親瑪麗亞的姐妹）則來到家中照顧勃朗特家中年紀尚小的孩子。在1824年，比艾米莉年長的姊姊們瑪莉亞 、伊莉莎白和夏綠蒂全被送到位於科恩橋（Cowan Bridge）的女子教會學校。並且，在同年的11月25日，六歲的艾米莉也被短期地送進該所學校學習。在教會學校裡，年幼的勃朗特姐妹們不只是遭受虐待，也時常忍受匱乏的生活條件。而在傷寒橫掃學校期間，瑪莉亞和伊麗莎白皆因傷寒病倒了。由於瑪莉亞可能原本早已感染了肺結核，因此當她才因病被送到家裡時，便從此長眠於家中，並且沒過多久之後，伊麗莎白也相繼過世。
於是，對於勃朗特家四個未滿十歲的小孩來說，他們痛失了家中三位血親，即家中年紀最長的三位女性。
在年紀最大的女兒們死後，父親派翠克也在1825年將夏綠蒂和艾米莉送離學校。而夏綠蒂堅認學校劣質的環境不只是永久地傷害她自身的體格發育，也使瑪莉亞和伊莉莎白死得更快。而往後當夏綠蒂在創作《簡愛》時，她在女子教會學校的經歷便成了書中洛伍德學校（Lowood Scool）的寫作基礎。
從此之後，她們的父親和阿姨伊莉莎白在家教導剩下的三個姐妹，以及家中唯一的兒子派屈克·布倫威爾·勃朗特（Patrick Branwell Brontë）。而害羞的艾米莉不只是與其兄弟姐妹的關係相當緊密，也極其地熱愛動物，並且尤其喜歡與在鄉下徘徊的流浪狗做朋友。縱然缺乏常規教育的訓練，在家自學的經歷使艾米莉與其他兄弟姐妹們可以接觸到範圍更廣的教材。其中她最喜歡的題材有華特·司各特、拜倫、雪萊和英國南方的雜誌Blackwood's Magazine。

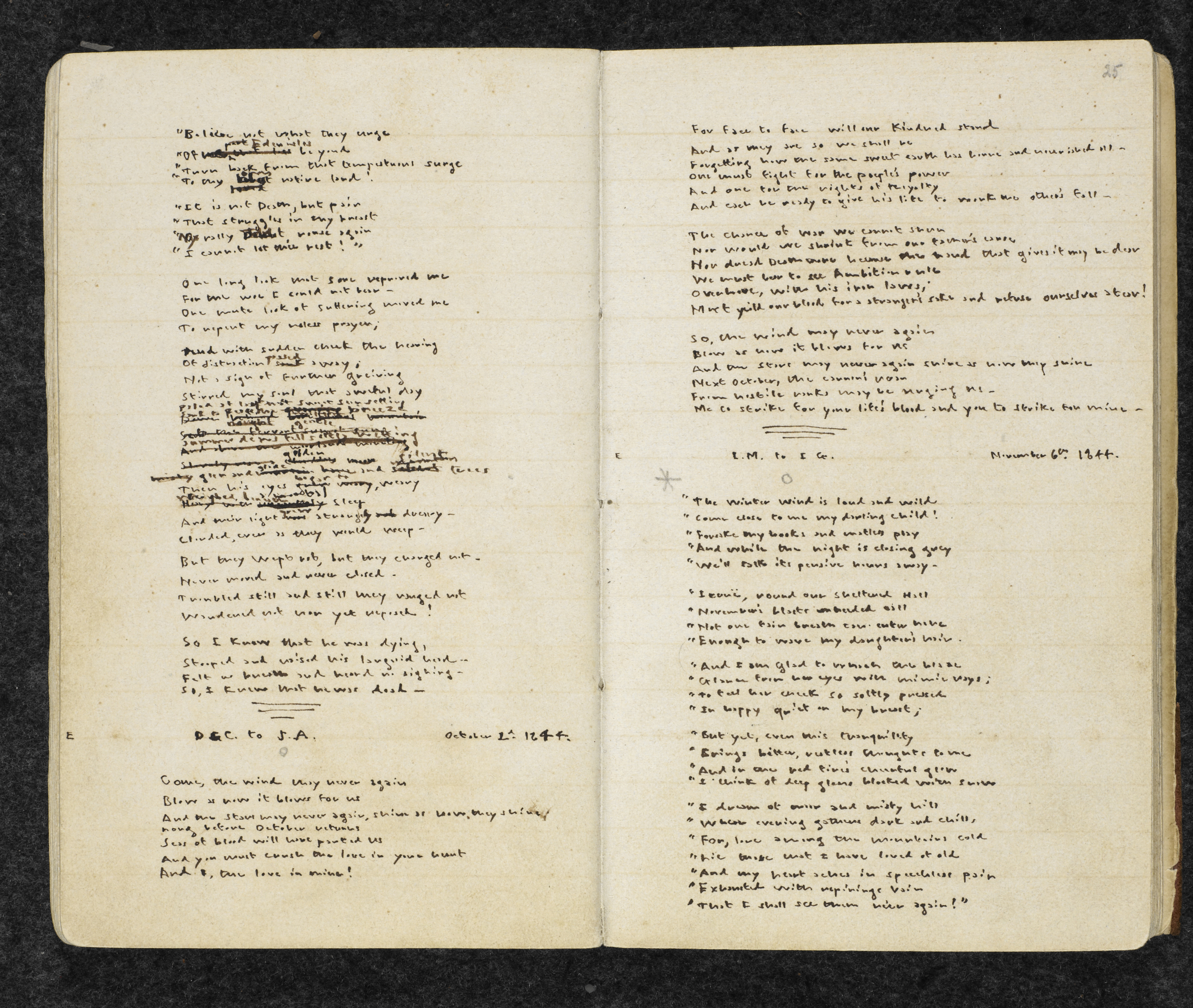
艾米莉寫的貢代爾詩篇

派屈克·布倫威爾有次收到的禮物是一整箱的玩具士兵，而家中的孩子們便因受到箱中的玩具的啟發，而開始創作故事。在他們創造的世界之中，居住著他們創造的士兵以及英雄，例如威靈頓公爵及他的兒子們（查理斯·威爾斯利和亞瑟·威爾斯利）。除了作為角色台詞的詩有被保留下來之外，在該時期僅有少數的艾米莉作品有留存下來。
起初，勃朗特家的四個小孩全都一同構思出的故事，皆是發生在一個名為安格利亞（Angria）的世界的故事。然而，在艾米莉十三歲時，她和安妮退出了安格利亞的創作，並開始自行創造一個新島嶼，名為貢代爾（Gondal）。從此，兩姊妹也灌注一生的心神，構思出貢代爾世界中的神話及傳奇。除了貢代爾的詩和安妮列出的角色和地方名稱，其他關於貢代爾的寫作大致上並沒有被保存下來。而在那些有被保存下來的「日記紙」上，依然可以看到艾米莉在二十幾歲時寫下，在貢代爾世界近期發生的事件。他們所創造出的貢代爾的英雄們也往往類似於蘇格蘭高地人的形象，即一種英國版的「高貴野蠻人」，而該詞意指浪漫的法外之徒可以比文明地的長住者更高貴、熱情及勇敢。在勃朗特小孩們的青少年時期的作品之中，也多處可見到這樣類似於浪漫主義及高貴野蠻人的主題。其中值得注意地是，在布倫威爾所著的《派西‧亞歷山大的一生（The Life of Alexander Percy）》之中，便有針對投注所有、不向死亡妥協、最終自我毀滅的戀情之描寫，而該作也普遍被認為啟發了《咆哮山莊》的誕生。
十七歲的時候，艾米莉去一所女子學校（Roe Head Girls' School），夏綠蒂也在那邊當老師，但過不久艾米莉就因為過度想家而離開。夏綠蒂後來聲明，「艾米莉鼻孔吸的是自由的氣息，沒有了自由她就會消失。離開家到學校，她就得脫離原有安靜、隱居，同時不受拘束、樸實自然的生活形式，到一個受紀律控制的日常（就算是善意的），也正是她無法忍受的。我打從心底的認為，再待下去她就會死。艾米莉必須回家，回家這項信念也才能召喚了她內心深處的聲音。」，後來艾米莉回到家，安妮取代了她的位置。這時女孩們的目標就是受到足夠的教育，好可以開設一間她們自己小學校。

## 成年

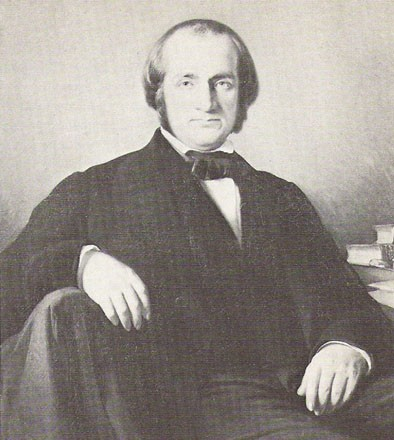
康斯坦丁·黑格爾--夏綠蒂和艾米莉在布魯塞爾的老師，為1865年的銀版攝影相片。

1838年9月，艾米莉20歲的時候，她開始在位於哈利法克斯的學校（Law Hill School）當老師，但後來她的身體承受不住一天17小時的工作時數和壓力，在1839年4月她就回家了。後來她待在家中，處理煮飯、燙衣和打掃之類的家務工作。她還在家透過書本自學德文，還有練習鋼琴。
1842年，艾米莉陪同她姊姊夏綠蒂去位於布魯塞爾得一所私立學校，為康斯坦丁·黑格爾（-Constantin Héger-）開的一間女子學院。她們計畫要在這段時間補好她們的法文和德文預先為她們要開學校這件事做準備。在這段時間，艾米莉有9篇法文寫成的文章被保存至今，黑格爾似乎也被艾米莉刻畫人物內在所擁有的力度所震驚，如下斷言：
她本來該是一個男人--一個偉大的航行者。以她內心強而有力的邏輯思維，從古老智慧中發掘出全新領域。而她內在的傲慢、專橫也不會因為對手和困難而退卻，以一種不留後路的姿態，擁抱生命。然而她擁有的邏輯思維，辯論和思考的能力，鮮少男人可以匹配，更何況是女人...這項天賦的另一面卻是她的固執與頑強，這些特質完成她許多混屯、愚蠢的動機和願望，或她自認為的正義。
兩個姊妹專心致力於學業，學期末的時候她們法文有很高的進步，讓黑格爾的太太甚至犧牲掉原本英文的教師，寫了一個計畫讓兩姊妹在這學校再待半年。根據夏綠蒂的說法，她可以取代英文教師的位子，只要等艾米莉在鋼琴上有足夠的造詣，同一時間她也可以勝任音樂老師的工作。但是她們因為阿姨伊莉莎白·布倫威爾的病逝，而回到哈瓦爾斯（Haworth）。她們試著在直接在家中開學校，但最後卻沒有辦法招到遙遠、偏僻區域的學生前來。
1844年，艾米莉總整理她過去完成的所有詩，把它們重新謄寫進兩本筆記。有的被標籤是「貢代爾的詩」，但其他並沒有被標籤任何名稱。有些學者像費尼·羅切福德（Fannie Ratchford）和德瑞克·羅派（Derek Roper）嘗試用這些詩拼湊出貢代爾的故事線還有年代順序。在1845年的秋天，夏綠蒂發現了筆記本，並堅持要出版這些詩，艾米莉為侵犯她的隱私這件事大發雷霆，便拒絕了。後來事情有所緩和是因為安妮拿出她的手稿，並向夏綠蒂吐露她也同樣私底下秘密的創作詩。同樣作為貢代爾故事的合著者，安妮和艾米莉後來習慣唸出自己貢代爾的詩給對方聽，而且為了保有她們的隱私，這件事夏綠蒂並不能參與。在這個時期，艾米莉寫出她其中最有名的詩「不懦弱的靈魂是我(的)」（原文：No coward soul is mine），這大概是艾米莉對侵犯隱私那事件的答案，也是她從她個人轉變成一位出版作者的過程。儘管夏綠蒂後來宣稱，這不會是她的最後一首詩。
1846年，姊妹們以《庫瑞爾、艾利斯、阿克頓·貝爾的詩》聯合出版詩集。為了保持她們的第一印象，勃朗特姊妹採用男性化的假名出版，只保留名字的第一個字母：夏綠蒂是「庫瑞爾·貝爾」（-Currer Bell-），艾米莉是「艾利斯·貝爾」（-Ellis Bell-），安妮是「阿克頓·貝爾」（-Acton Bell-）。夏綠蒂曾寫進「談及艾利斯、阿克頓·貝爾的傳記」，她們「曖昧的選擇」，還有「我們因為宗教信仰的顧忌，假定基督徒的名字最好是陽剛、男性化的，同時我們也不想表明我們是女人，因為...我們有個模糊的印象，女作家很容易被帶有偏見的眼光看待。」。夏綠蒂貢獻了19首詩，安妮和艾米莉各貢獻了21首詩。但是出版好幾個月後，姊妹們被告知只賣出了兩本，不過她們並沒有因此而灰心喪志（兩位讀者中，其中一為被這本詩集打動到和她們要了簽名）。文學協會評論（Athenaeum reviewer ）讚揚艾利斯·貝爾的詩所擁有的韻律和力量，讚美他的詩是詩集裡最好的：「艾利斯擁有美好、古怪又有趣的心靈，有股顯著的力量可以帶他飛至，此地無法到達的高處。」，鑑定評論（Critic reviewer）點出「她之所以能比這個功利主義時代的大多人更有天份，是因為她捨身奉獻於更高的才智與知性」。

## 人物性格

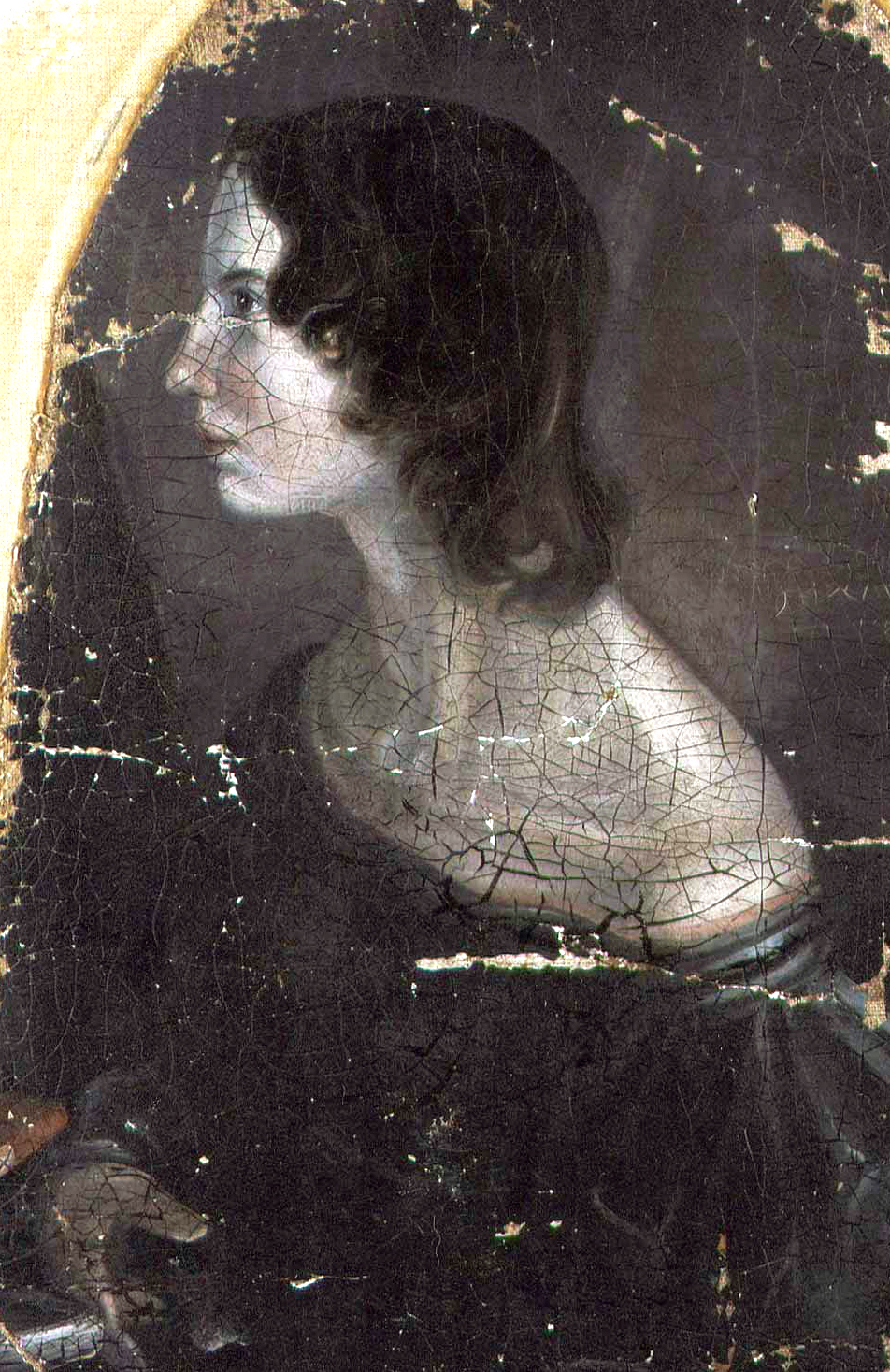
派屈克·布倫威爾大概於1833年完成。一幅飽受爭議的畫，資料來源不一致的指向這幅畫可能是艾米莉亦或是安妮。

艾米莉·勃朗特一直被認為是神秘的人物。她非常考驗傳記作家們，緣由於她孤獨和孤僻的天性，所以與她相關的資料相當稀少。艾米莉除了家人之外，在外面沒有結交任何朋友，她最親近的朋友就是其妹妹安妮。她們分享她們創造的幻想王國--貢代爾，根據夏綠蒂的朋友艾倫·拿西（-Ellen Nussey-）形容，在小的時候，「她們像極了雙胞胎」，「不可分開同伴」、「她們有非常緊密的共鳴，沒有被介入的餘地」。1845年，安妮帶艾米莉造訪，五年間她當家庭教師時去過並且喜愛的地方。原本要去斯卡布羅的計畫落空了，後來改成去約克，安妮帶著艾米莉去看約克大教堂，旅行期間艾米莉和安妮揣測貢代爾裡一些角色的行為動機。
夏綠蒂·勃朗特被認為是艾米莉最早的資料來源。作為她的大姐，也曾在艾米莉死後寫過關於她公開的短文，但夏綠蒂並不中立。史提維·戴維斯（-Stevie Davies-）相信夏綠蒂在事後的寫作裡刻意的掩飾一些事實，因為她自己也驚訝於艾米莉的總總，甚至可能質疑她妹妹的精神狀況。艾米莉死後，夏綠蒂改寫她的角色、歷史和詩為更容易被接納的版本（不管是對她來說，還是一般中產階級的讀者）。根據盧卡斯塔·米勒（-Lucasta Miller-）對勃朗特家族身評的分析，「夏綠蒂是艾米莉的第一個袒護者」。在1850年咆哮山莊第二個版本的序言，夏綠蒂寫到：
我妹妹生性離群索居，環境條件也助長了她孤僻的傾向。除了去教堂和到丘陵散步，她幾乎很少踏出家門口。除了少數的例外，就算她感覺到周遭的人是親切、和藹的，她不會想要與他們交流，也不會想要經歷與他們的相處過程。但是她很了解那些人：她知道他們處理事情的方式、他們的語言和他們的家庭故事，她也可以很有興趣的聆聽他們的事蹟，甚至她自己也可以很鉅細靡遺、很有畫面又很準確的敘述他們的故事。但和他們在一起的時候，她就會變得沈默寡言。

艾米莉不善交際與非常害羞內向的天性，在往後被記錄非常多次。根據諾瑪·奎恩多（-Norma Crandall-）寫，她「人性中溫暖、關懷的面向」，「通常只在她深愛的大自然和動物面前顯露」。文學報導（-Literary news (1883)-）有類似的描述，「（艾米莉）喜愛莊重、嚴肅的荒野，還愛所有野性、自由的生物和事物」，評論家們也證實她對荒野的愛很明白的表露在《咆哮山莊》裡。許多年過後，艾米莉喜愛的自然常被記錄在一些小短文裡，在一篇1899年12月31日的報紙，給了一個很平易近人的記錄「（艾米莉）與鳥和野獸有親密的關係，她散步的時候時常跟隨著雛鳥和掌中的幼兔，她輕輕地對牠們說話，她非常確定，牠們一定聽得懂」。這篇短文還連結到下文：
有一次她被一隻狗咬了。她本來要餵牠喝水，結果那隻狗情緒不穩定的追逐她。那隻狗非常瘋狂，但她沒有對任何人提起，她用火燒劍葉蘭，消毒被撕裂的傷口一直到骨頭。這件事都沒有人知道，直到幾個禮拜後留下的的紅色傷疤被意外的發現，附有同情的問候才帶來了事情的原委。
一篇1886年的報紙（-Queens of Literature of the Victorian Era-），艾娃希望以「膽怯與斯巴達式剛勇的特殊混合體」總結艾米莉的人物性格，「她極度的害羞，但物理上卻不畏懼地令人出乎別人意料。她熱愛的少數的幾個人，都是擁有熱情可以自我犧牲、奉獻心懷的人，面對其他沒有這項特點的人，她還是理解且原諒的。但一旦面對是她認為的責任，她會用保持一種最刻苦、堅忍不拔的心態看待自己，一刻都不允許偏離了軌道」。

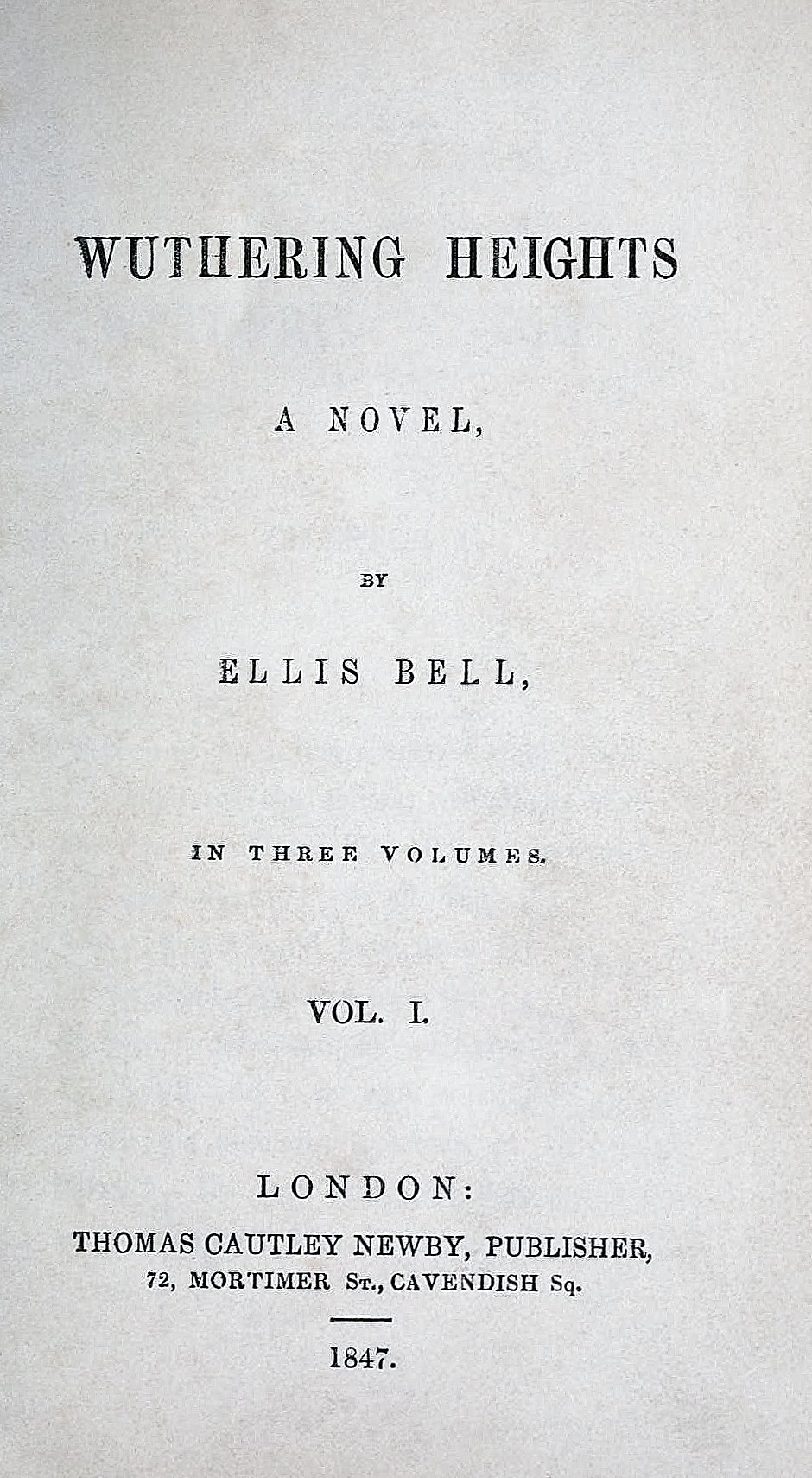
1874年《咆哮山莊》原來版本的封面

## 《咆哮山莊》
主條目：《咆哮山莊》
1847年艾米莉·勃朗特的《咆哮山莊》在倫敦首次出版，分成上、下兩冊和安妮·勃朗特的《阿格尼絲·格雷》，作者名稱是以艾利斯、阿克頓·貝爾為筆名，三冊一起出版。直到1850年，艾米莉真正的名字才被公開印刷在《咆哮山莊》普遍的版本上。它嶄新的小說架構也使當時的評論家感到困惑。
《咆哮山莊》的暴力與熱情使維多利亞時代的讀者和當時評論家以為這本書是男人寫的。根據茱麗葉·格登納（-Juliet Gardiner-）形容，「對兩性熱情與力量生動的刻畫，還有其語言與想像力所企及的震撼，同時困惑、震驚了評論家」。儘管這本書最初出現的時候，評價是好壞參半的，通常都是針對書裏無視道德的熱情的片段被批評。不過隨著時間推進，這本小說最後成了英語文學經典。
雖然有一封來自她出版者的信，顯示艾米莉即將開始寫她的第二本小說，但到目前為止完全找不到第二本小說的手稿。如果手稿真的存在的話，在艾米莉生病無法創作的期間，可能要不是被她自己，就是被其他勃朗特家族的成員銷毀那些手稿。不過有另一個可能性較低的猜測，也許那封信是寫給，已經寫第二本小說《荒野莊園的房客》的安妮·勃朗特。

## 天才早逝
艾米莉身體因為當地嚴酷的氣候和不衛生的家庭環境而越顯衰弱，當地的水源被教堂旁墓園的流水污染。其兄派屈克·布倫威爾突然間死於1848年9月24日。在喪禮的一個禮拜過後，艾米莉得了相當嚴重的感冒，隨後蔓延至肺部的發炎，最後成了肺結核。她的身體狀況持續的走下坡，但她拒絕任何藥物的介入和治療建議，說她自己「不需要有毒的醫生」靠近她。1848年12月19日的一日早晨，夏綠蒂對艾米莉身體的憂慮，並寫到：
她日漸虛弱，醫生建議的做法，說的太過於模菱兩可--他給了她不會服用的藥。我從來沒過過如此黑暗的時刻--我向神禱告支援我們全部。
當日下午，艾米莉病情更加嚴重，她只能在喘息中輕聲細語。她最後用能聽得見的音量對夏綠蒂說：「如果你叫醫生來，我現在就看醫生」，但是太晚了，她在當天下午大概兩點左右去世。根據艾米莉早期的傳記家瑪莉‧羅賓森，「事發當時，她正坐在沙發上」。不過不管如何，夏綠蒂的一封寫給威廉‧史密斯‧威廉斯的信提到，艾米莉的狗當時躺在她死去時的床鋪旁邊，讓這一幕看起來很不真實。
艾米莉緊接著其兄布倫威爾不到3個月的時間相繼過世。讓他們家裡的女僕瑪莎‧布朗聲稱「勃朗特小姐是因為對哥哥的愛，傷心而死的」。艾米莉死的時候瘦到她的棺材才16英吋寬。雕刻棺材的工匠說他從未為成人做這麼窄的棺材。她最後葬進了英格蘭西約克郡哈瓦爾斯的聖米伽勒教堂。艾米莉‧勃朗特在《咆哮山莊》出版沒多久後，以30的年齡過世。她一生都不知道，她生前唯一一部小說所帶來巨大的名聲。

## 大眾文化
比起他的姊妹，艾米莉·勃朗特被認為是一位典型的只發出了短暫光芒的天才型作家。但是有關艾米莉的大眾作品並不常見。
在1967年由法国导演讓-呂克·高達執導的電影《週末》中，艾米莉·勃朗特出現在其中一個場景中，並且扮演一個指引方向的角色。

## 作品

### 詩
- 1846年：《庫瑞爾、艾利斯與阿克頓·貝爾的詩集》（Poems by Currer, Ellis and Acton Bell）：由勃朗特三姐妹聯合出版。
- 1910年：《貢代爾詩篇》（Gondal Poems）：描述了一位貢代爾（位於太平洋上的虛擬國度）的公主一步步成為女皇的傳奇故事，在艾米莉死後才出版，不是足本，直到1938年才出版足本。

### 小說
- 1847年：《呼啸山庄》（Wuthering Heights）

## 延伸閱讀
- Emily Brontë, Charles Simpson
- In the Footsteps of the Brontës, Ellis Chadwick
- The Oxford Reader's Companion to the Brontës, Christine Alexander & Margaret Smith
- Literature and Evil, Georges Bataille
- The Brontë Myth, Lucasta Miller
- Emily, Daniel Wynne.

## 外部連結
- （英文）艾米莉·勃朗特的作品  - 古騰堡計劃
- （英文）勃朗特博物館網站 （页面存档备份，存于）
- （英文）艾米莉·勃朗特的簡介 （页面存档备份，存于）
- （英文）艾米莉·勃朗特的簡介與詩作
- （英文）咆哮山莊的介紹（页面存档备份，存于）